# Funicular de la Santa Cova
| Ausweichstelle                                                                                                   |                     |             |             |
| Streckenlänge:                                                                                                   | 0,262 km            |             |             |
| Spurweite: | 1000 mm (Meterspur) |             |             |
| Maximale Neigung:                                                                                                | 565 ‰               |             |             |
| Streckengeschwindigkeit:                                                                                         | 7,2 km/h            |             |             |
| |                     |             |             |
| \| \| 0,262 \| Bergstation \| Bergstation \| \| \| \| Ausweiche \| \| \| \| 0,000 \| Talstation \| Talstation \| |                     |             |             |
| Haltepunkt / Haltestelle Streckenanfang                                                                          | 0,262               | Bergstation | Bergstation |
| |                     | Ausweiche   |             |
| Haltepunkt / Haltestelle Streckenende                                                                            | 0,000               | Talstation  | Talstation  |

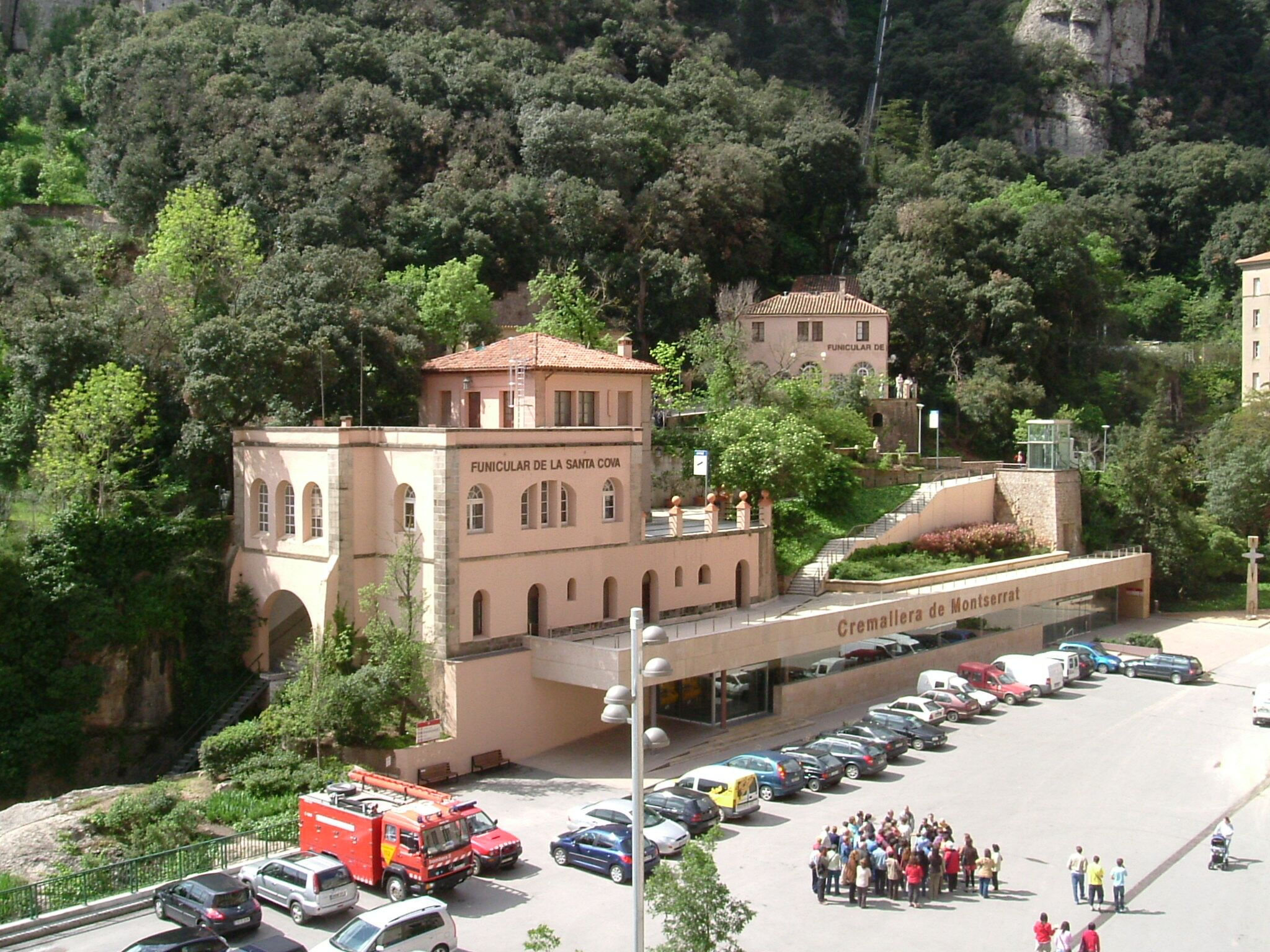
Obere Station

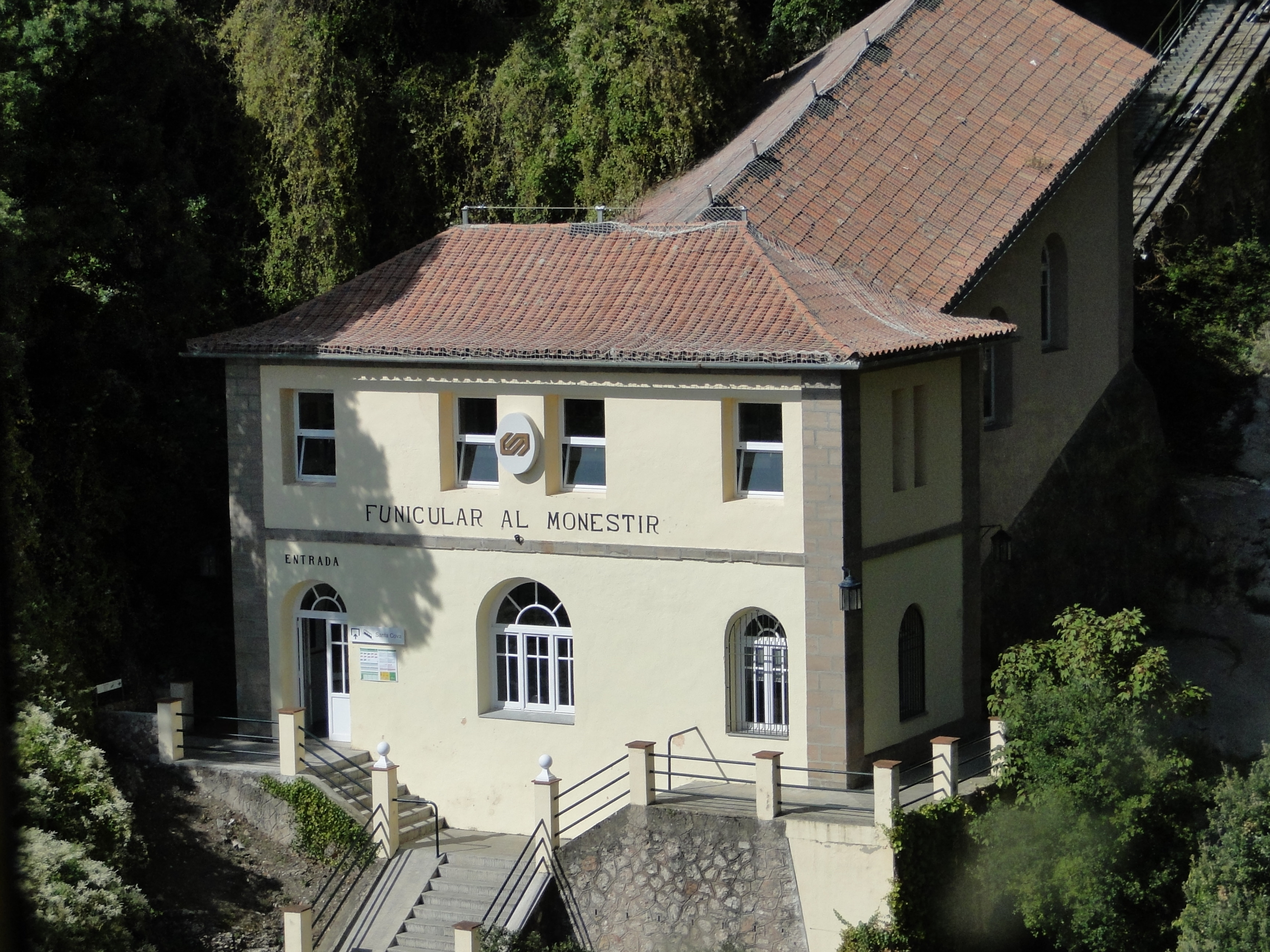
Untere Station

Der Funicular de Santa Cova ist eine Standseilbahn am Montserrat in der Nähe von Barcelona in Katalonien, Spanien.

## Geschichte
Die Strecke wurde 1929 von den Ludwig von Roll’sch gebaut und gehörte der Ferrocarrils de Muntanya de Grans Pendents (FMGP), einem Unternehmen, das auch die Funicular de Sant Joan erbauen ließ.
Ferrocarrils de la Generalitat de Catalunya (FGC) übernahm die Standseilbahn 1986. Die Strecke sowie die Anlagen wurden 1963 und 1991 renoviert. Durch Überschwemmungen im Juli 2000 wurden die untere Station und einer der Züge schwer beschädigt.
Danach wurden die Anlagen komplett renoviert. Mit neuen Panoramazügen wurde der Betrieb im Juni 2001 wieder aufgenommen.
Die Strecke verbindet das Kloster Montserrat und die Bergstation der Cremallera de Montserrat in einer kontinuierlichen Kurve mit der unteren Station. Von dort führt ein Bergweg am Rosari Monumental de Montserrat (dem monumentalen Rosenkranz) zur Kapelle Santa Cova, der Heiligen Höhle, dem legendären Auffindungsort des Gnadenbildes von Montserrat.

## Technische Parameter
Die Standseilbahn hat folgende technische Parameter:
- Höhenunterschied: 118 m
- Größte Steigung: 56,5 %
- Talstation: 582 m
- Bergstation: 700 m
- Drahtseildurchmesser: 38 mm
- Personenwagen: 2
- Kapazität: 60 Fahrgäste je Personenwagen
- Streckenführung: eingleisig mit Ausweiche
- Fahrzeit: 2,5 min.

## Betreiber
Betreiber der Strecke ist die Ferrocarrils de la Generalitat de Catalunya oder kurz FGC. Sie ist eine katalanische Eisenbahn-Gesellschaft, die in Barcelona und Katalonien ein Netz von elektrifizierten Vorortlinien betreibt. Das Netz besteht aus 140 km Schmalspurstrecken, 42 km Normalspurstrecken, 89 km Breitspurstrecken und zwei Zahnradbahnen.
FGC betreibt am Montserrat die Zahnradbahn Cremallera de Montserrat sowie die Standseilbahn Funicular de Sant Joan.